# Rino Anto
Rino Anto (Thrissur, 3 de janeiro de 1988) é um futebolista indiano que atua como lateral-direito. Atualmente defende o Atlético de Kolkata, por empréstimo do Bengaluru.

## Carreira

### Início de carreira
Rino é um produto da Tata Football Academy em Jharkhand, de onde se formou em 2008. Antes disso, jogou pela equipe sub-16 do representado de Kerala. Após, jogou profissionalmente na I-League pelo Mohun Bagan de 2008 até 23 de fevereiro de 2010, dia em que foi dispensado. Daí, foi contratado pelo Salgaocar, marcando seu único gol contra o East Bengal no Estádio Fatorda aos 33' do primeiro tempo, na vitória por 3 a 2. Também jogou uma partida pelo clube na Copa da AFC em 10 de abril de 2012 contra o clube jordano Al-Wehdat, na qual só atuou 38 minutos para ser substituído por Augustin Fernandes – a equipe foi derrotada por 2 a 1.

### Quartz e Mohun Bagan
Rino assinou contrato com o Quartz S.C., clube da segunda divisão indiana, com este em busca da promoção à I-League. Após não conseguir ao menos jogar na segunda divisão, se juntou ao representativo de futebol de Kerala que participou do Troféu Santosh de 2013 e conseguiu chegar à final mas perdeu ao representativo de futebol das Forças Armadas Indianas.
Em 5 de junho de 2013 houve notícias de que Rino, junto com Wahid Sali, haviam sido contratados pelo Mohun Bagan. Entretanto, 19 dias depois, outra notícia reportou que ele foi dispensado do Mohun Bagan em sua segunda passagem, pois o clube não teria condições de pagar seu salário.

### Bengaluru FC
Em 20 de julho de 2013, no Bangalore Football Stadium, foi-se anunciado que Rino seria um dos jogadores do elenco do então novo clube – Bengaluru FC – que participaria da I-League de 2013–14. Fez sua estreia no primeiro jogo de sempre da equipe, em 22 de setembro de 2013, contra o Mohun Bagan no Bangalore Football Stadium, em que entrou como substituto de Keegan Pereira aos 26' do segundo tempo. O jogo terminou em 1 a 1. Na temporada de estreia pelo clube, ganhou o título da liga, conquistado após a vitória contra o Dempo.
A temporada de 2015 começou bem para Rino, já que sua equipe chegou à final da Copa da Federação após vencer o Sporting Clube de Goa por três a zero na semifinal. Venceu a final por 2 a 1, e também a sua primeira Copa da Federação. Também jogou pelas eliminatórias para a Liga dos Campeões da AFC contra o Johor Darul Ta'zim. Em junho de 2015, renovou seu contrato com o clube, que o manteria no clube até o fim da temporada 2016–17.
Foi emprestado ao Atlético de Kolkata em julho de 2015.

## Carreira internacional
No dia 25 de fevereiro, o treinador Stephen Constantine incluiu Rino na convocatória de 32 jogadores para a partida das eliminatórias da Copa do Mundo FIFA contra Nepal. Mas, por causa de sua contusão, não conseguiu ser incluído na convocatória seguinte de 26 jogadores que Stephen organizou em março.
Fez sua estreia pela seleção em 10 de junho de 2015 contra Omã num jogo do Grupo D das eliminatórias para a Copa do Mundo de 2018, que terminou com derrota por 2 a 1.

## Títulos

### Por clubes

#### Bengaluru FC
- I-League (1): 2013–14[12]
- Copa da Federação (1): 2014–15[14]